# Alvaro Mancori
Alvaro Mancori, né le 15 septembre 1923 à Rome (Latium) et mort le 24 juin 2011 dans la même ville, est un réalisateur, scénariste, directeur de la photographie, producteur de cinéma et acteur italien.

## Biographie
Mancori a commencé à travailler dans le cinéma en 1940 en tant que technicien dans l'entreprise de développement et d'impression Boschi, mais il s'est rapidement tourné vers l'assistance à la réalisation pour Mario Albertelli. En 1946, il devient cadreur et, trois ans plus tard, chef opérateur pour de nombreux films jusqu'en 1966. En 1963, il co-fonde les studios Elios, dans lesquels a notamment été créé un grand village de western qui a été utilisé dans de nombreuses productions. A plusieurs reprises, Mancori a également été producteur de quelques films de genre comme Ostia de Sergio Citti. Sous le pseudonyme d'Al World, il a réalisé, scénarisé et produit en 1964  un péplum mettant en scène Hercule et, l'année suivante, un sketch du film franco-italien Le Lit à deux places, coréalisé avec Jean Delannoy, François Dupont-Midy et Gianni Puccini.
Ses frères Guglielmo et Sandro étaient également chefs opérateurs.

## Filmographie partielle

### Réalisateur
- 1964 : Hercule l'invincible (Ercole l'invincibile)
- 1965 : Le Lit à deux places (Racconti a due piazze), coréalisé avec Jean Delannoy, François Dupont-Midy et Gianni Puccini

### Comme directeur de la photographie
- 1950 : Acte d'accusation (Atto d'accusa) de Giacomo Gentilomo.
- 1951 : Auguri e figli maschi! (it)  de Giorgio Simonelli.
- 1951 : Salvate mia figlia de Sergio Corbucci.
- 1951 : Trieste mia! de Mario Costa.
- 1952 : Tragico ritorno de Pier Luigi Faraldo.
- 1952 : La Muette de Portici (La muta di Portici) de Giorgio Ansoldi.
- 1952 : La storia del fornaretto di Venezia (it)  de Giacinto Solito.
- 1954 : La storia del fornaretto di Venezia (it)  de Camillo Mastrocinque.
- 1954 : La Fille de Mata Hari (La figlia di Mata Hari) de Carmine Gallone et Renzo Merusi.
- 1954 : La Prisonnière d'Amalfi (La prigioniera di Amalfi) de Giorgio Cristallini

### Acteur
- 1976 : Culastrisce nobile veneziano de Flavio Mogherini : Nanè
- 1986 : La Galette du roi de Jean-Michel Ribes : l'archevêque